# 峨眉黄肉楠
峨眉黄肉楠（学名：Actinodaphne omeiensis）为樟科黄肉楠属下的一个种。

## 扩展阅读
維基物種上的相關：峨眉黄肉楠